# Perfluoroizobuten
Perfluoroizobuten (PFIB, 1,1,3,3,3-pentafluoro-2-(trifluorometil)prop-1-en) je fluorougljenični alken. On je hidrofobni reaktivni gas sa tačkom ključanja na 7 °. PFIB je jak elektrofil.
PFIB je oko 10 puta toksičniji od fosgena. Njegovo udisanje može da dovede do pulmonarnog edema, što može da bude fatalno. Početak simptoma se javlja 1-4 sata nakon inhalacije. Tretman je baziran na lečenju pulmonarnog edema (obično sa visokim dozama kortikosteroida i drugih lekova) i vezanih poremećaja (npr. zatajenje srca, hipokalcemija etc.). U mnogim slučajevima pacijent se sanira u toku 72 sata bez dugotrajnih posledica.
U kontaktu sa vodom PFIB podleže brzoj hidrolizi, čime se formiraju razna reaktivna jedinjenja i fluorofosgen.